# Rainha-viúva
Uma rainha-viúva é um título ou status geralmente detido pela viúva de um rei. Seu significado completo fica claro nas duas palavras que o compõem: rainha indica alguém que serviu como rainha consorte (ou seja, esposa de um rei), enquanto viúva indica uma mulher que detém o título de seu falecido marido (uma rainha que governa em seu próprio direito em vez de devido ao casamento com um rei é uma rainha reinante). Uma rainha-mãe é uma ex-rainha, muitas vezes uma rainha-viúva, que é a mãe do monarca reinante. Em um império, usa-se o título de imperatriz-viúva, assim como num principado, que denomina-se princesa-viúva.
Atualmente existem quatro rainhas-viúvas: Kesang Choden do Butão (que é a única rainha-avó viva em todo o mundo), Norodom Monineath do Camboja (que também é rainha-mãe), Lisa Najeeb Halaby (Noor Al'Hussein) da Jordânia e Sirikit da Tailândia (que também é rainha-mãe). A rainha Ratna do Nepal era rainha-viúva até a abolição da monarquia nepalesa em 2008.

## História
Uma rainha-viúva tem uma importante posição real (seja ou não a mãe do soberano reinante), mas normalmente não tem nenhum direito de suceder um rei como monarca após sua morte, a menos que ela seja a próxima na linha de sucessão ao trono (uma possibilidade seria se o rei e a rainha também fossem primos e sem filhos, o rei não tivesse outros irmãos e ela em sua outra posição como prima dele também fosse sua herdeira presuntiva).

A rainha-viúva continua a desfrutar do título, estilo e precedência de uma rainha consorte, mas não é mais chamada simplesmente de rainha. Um novo rei reinante teria (na ascensão ou eventualmente) uma esposa que seria a nova rainha consorte e, portanto, a rainha; e, claro, uma rainha reinante também seria chamada de rainha. Muitas ex-rainhas consortes não usam formalmente a palavra "viúva" como parte de seus títulos. Pode haver mais de uma rainha-viúva a qualquer momento. O Rei de Armas principal da Jarreteira na proclamação dos estilos e títulos da rainha Isabel, a rainha-mãe em seu funeral em 9 de abril de 2002 ilustra seu duplo status como rainha viúva e rainha mãe:
Assim, aprouve a Deus Todo-Poderoso para tirar desta vida transitória à Sua Divina Misericórdia a falecida Altíssima, Mais Poderosa e a Mais Excelente princesa Isabel, a rainha-viúva e rainha-mãe, Senhora da Mais Nobre Ordem da Jarreteira, Senhora da Mais Antiga e Nobre Ordem do Cardo-Selvagem, Senhora da Ordem Imperial da Coroa da Índia, Grã-Mestre e Dama da Grande Cruz da Real Ordem Vitoriana sobre quem havia sido conferida a Premiação da Ordem Vitoriana, Dama da Grande Cruz da Mais Excelente Ordem do Império Britânico, Dama da Grande Cruz da Venerável Ordem do Hospital de São João, viúva de Sua Majestade o Rei Jorge VI e Mãe de Sua Majestade Mais Excelente Isabel II, pela Graça de Deus Rainha do Reino Unido da Grã-Bretanha e Irlanda do Norte e de seus outros Reinos e Territórios, Chefe da Comunidade Britânica, Defensora da Fé, soberana da mais nobre Ordem da Jarreteira, a quem Deus pode preservar e abençoar com uma longa vida, a saúde e a honra e toda a felicidade do mundo.

## Distinção da rainha-mãe

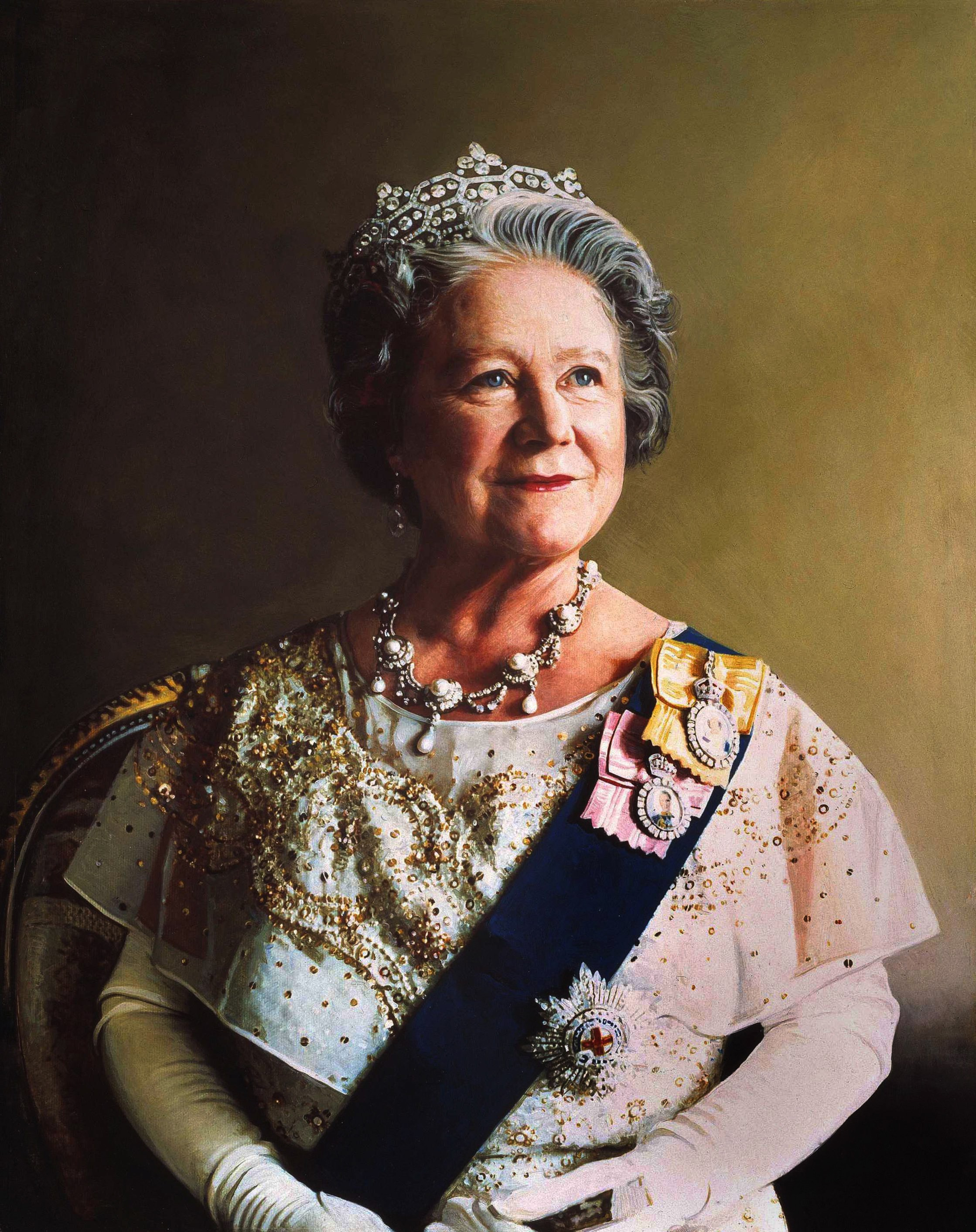
Isabel, a rainha-viúva e rainha-mãe do Reino Unido.

Uma rainha-mãe é uma ex-rainha consorte, muitas vezes uma rainha-viúva, que é a mãe do atual monarca. Nem todas as rainhas-viúvas são rainhas-mães; elas podem ter uma relação que não seja mãe do monarca reinante, como tia ou avó. Por exemplo, Maria da Escócia, era rainha-viúva da França após a morte de seu marido Francisco II, de quem ela não teve filhos. Da mesma forma, Adelaide de Saxe-Meiningen tornou-se rainha-viúva depois que seu marido Guilherme IV foi sucedido por sua sobrinha Vitória.
Nem toda mãe de um monarca reinante é a rainha-mãe ou uma rainha-viúva. Um desses casos é o da duquesa Vitória de Saxe-Coburgo-Saalfeld, mãe da rainha Vitória do Reino Unido, que não foi rainha-viúva e nem rainha-mãe, porque seu marido Eduardo, Duque de Kent e Strathearn, nunca havia sido rei. Da mesma forma, embora fossem mães de monarcas, Augusta de Saxe-Gota e Srinagarindra da Tailândia não foram denominadas rainhas-viúvas porque seus respectivos maridos, Frederico, Príncipe de Gales e Mahidol Adulyadej, Príncipe de Songkhla, nunca foram reis. Em vez disso, Augusta detinha o título de Princesa-viúva de Gales (um precedente foi a mãe de Henrique VII da Inglaterra, Lady Margarida Beaufort, intitulada "Minha Senhora, a Mãe do Rei"); Srinagarindra, entretanto, recebeu o título de Princesa-mãe.
Como há apenas um monarca, só pode haver uma rainha-mãe. É possível que haja uma rainha-mãe e uma ou mais rainhas-viúvas vivas a qualquer momento. Esta situação ocorreu nos reinos da Commonwealth no período entre a ascensão da rainha Isabel II em 6 de fevereiro de 1952 e a morte de sua avó paterna em 24 de março de 1953. Por pouco mais de um ano, três rainhas estavam vivas:
- Rainha Isabel II, a monarca reinante (rainha reinante);
- Rainha Isabel, a rainha-mãe, a viúva do falecido rei Jorge VI e a mãe da rainha reinante. A rainha Isabel, a ex-rainha consorte, adotou especificamente a denominação de rainha-mãe para se distinguir de sua filha, a rainha Isabel II. Ela supostamente detestava ser chamada de rainha-viúva e sentiu que haveria confusão se ela fosse conhecida simplesmente por seu nome, como haviam sido suas duas predecessoras imediatas, a rainha Maria e a rainha Alexandra;
- Rainha Maria, viúva do rei Jorge V, mãe do ex-rei Eduardo VIII (o então duque de Windsor) e do falecido rei Jorge VI. A rainha Maria foi a rainha-mãe desde a morte de seu marido em 1936 até a ascensão de sua neta, a rainha Isabel II, em 1952. Ela continuou a ser intitulada e denominada Sua Majestade, a Rainha Maria.

## Rainhas-viúvas e imperatrizes-viúvas
Houve várias ex-rainhas consortes que nunca foram rainhas-mães. As seguintes rainhas eram viúvas entre as datas indicadas, sejam rainhas-mães ou não:

### Europa

#### Inglaterra
- Edite de Wessex: 5 de janeiro de 1066 a 18 de dezembro de 1075, esposa de Eduardo, o Confessor; irmã de Haroldo II de Inglaterra.
- Adeliza de Lovaina: 1 de dezembro de 1135 a 23 de abril de 1151, esposa de Henrique I da Inglaterra; casou-se novamente com William d'Aubigny, 1º Conde de Arundel em 1139.
- Leonor da Aquitânia: 6 de julho de 1189 a 1º de abril de 1204, esposa de Henrique II da Inglaterra; rainha-mãe de Ricardo I e João.
- Berengária de Navarra: 6 de abril de 1199 a 23 de dezembro de 1230, esposa de Ricardo I da Inglaterra.
- Isabel de Angolema: 18/19 de outubro de 1216 a 31 de maio de 1246, esposa de João da Inglaterra e rainha-mãe de Henrique III da Inglaterra. Casou-se novamente com Hugo X de Lusinhão em 1220.
- Leonor da Provença: 16 de novembro de 1272 a 24 de junho de 1291, esposa de Henrique III da Inglaterra e rainha-mãe de Eduardo I da Inglaterra.
- Margarida de França: 7 de julho de 1307 a 14 de fevereiro de 1317, esposa de Eduardo I da Inglaterra e madrasta de Eduardo II da Inglaterra.
- Isabel da França: setembro de 1327 a 22 de agosto de 1358, esposa de Eduardo II da Inglaterra e rainha-mãe de Eduardo III da Inglaterra, desde o depoimento de seu marido em 20 de janeiro de 1327.
- Isabel de Valois: 14 de fevereiro de 1399 a 13 de setembro de 1409, esposa de Ricardo II da Inglaterra; deixou de ser rainha consorte com o depoimento de Ricardo em 30 de setembro de 1399. Casou-se novamente com Carlos, Duque de Orleães em 29 de junho de 1406.
- Joana de Navarra: 20 de março de 1413 a 9 de julho de 1437, esposa de Henrique IV da Inglaterra e madrasta de Henrique V da Inglaterra.
- Catarina de Valois: 31 de agosto de 1422 a 3 de janeiro de 1437, esposa de Henrique V da Inglaterra e rainha-mãe de Henrique VI da Inglaterra. Casou-se novamente com Owen Tudor em 1428 ou 1429.
- Margarida de Anjou: 21 de maio de 1471 a 25 de agosto de 1482, esposa de Henrique VI da Inglaterra .
- Isabel Woodville: 9 de abril de 1483 a 8 de junho de 1492, esposa de Eduardo IV da Inglaterra e rainha-mãe de Eduardo V da Inglaterra até a deposição deste último em 1483.

#### Inglaterra e Irlanda
- Ana de Cleves sobreviveu ao casamento com Henrique VIII até sua morte em 16 de julho de 1557, mas como seu casamento foi anulado em 12 de julho de 1540, ela não foi considerada uma rainha-viúva.
- Catarina Parr: 28 de janeiro de 1547 a 5 de setembro de 1548, sexta e última esposa de Henrique VIII da Inglaterra e madrasta de seus filhos, o rei Eduardo VI, a rainha Maria I e a rainha Isabel I. Casou-se novamente com Tomás Seymour, 1.º Barão Seymour de Sudeley, provavelmente em meados da primavera de 1547.

#### Escócia

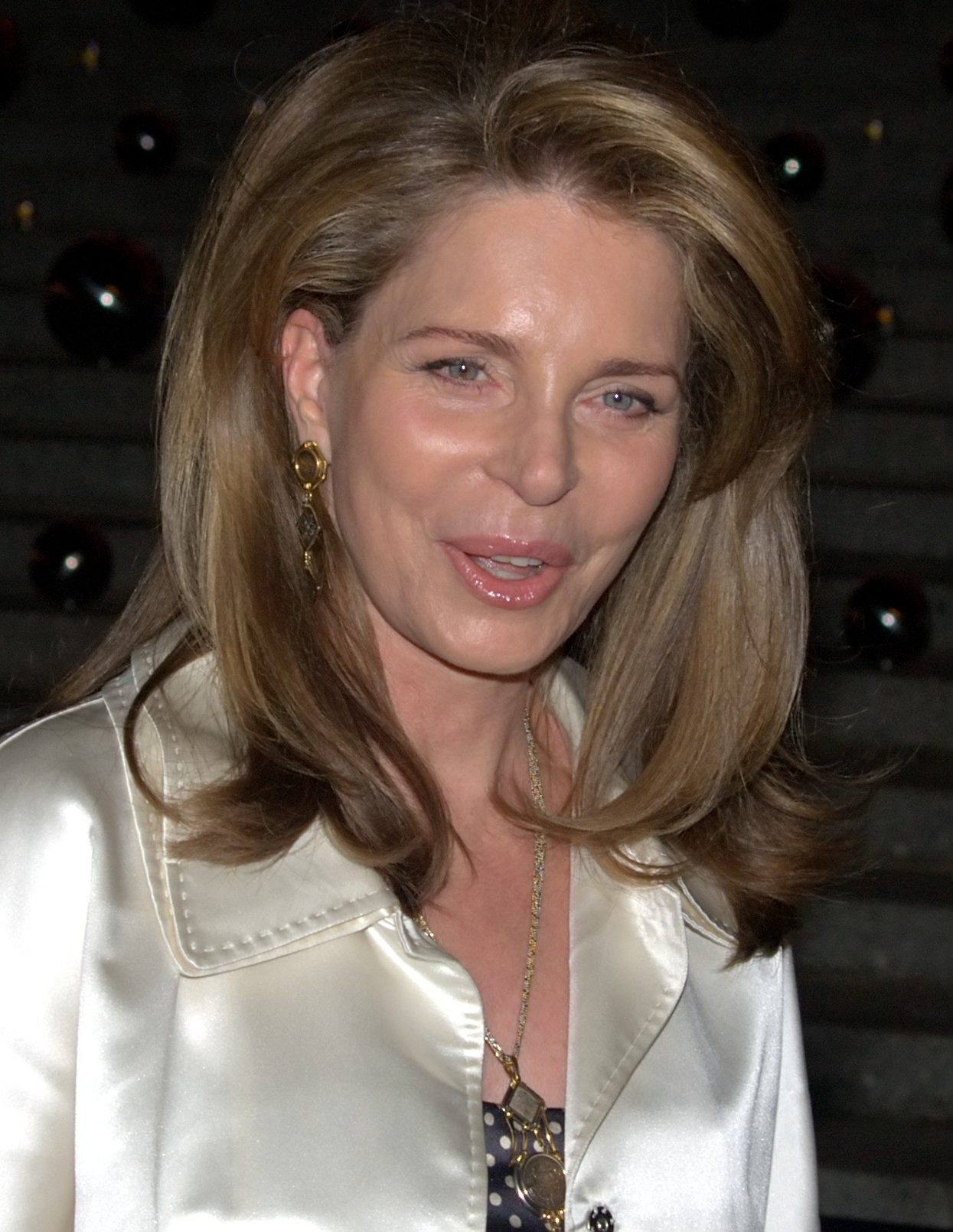
Noor, rainha-viúva da Jordânia.

- Noor, rainha-viúva da Jordânia.Margarida da Escócia: 13 de novembro de 1093 a 6 de novembro de 1093, esposa de Malcolm III da Escócia.
- Emengarda de Beaumont: 4 de dezembro de 1214 a 12 de fevereiro de 1233/34, esposa de Guilherme I da Escócia e rainha-mãe de Alexandre II da Escócia.
- Maria de Coucy: 6 de julho de 1249 a 1285, esposa de Alexandre II da Escócia e rainha-mãe de Alexandre III da Escócia. Casou-se novamente com João de Brienne em 1257.
- Iolanda de Dreux: 19 de março de 1286 a 2 de agosto de 1322, esposa de Alexandre III da Escócia. Casou-se novamente com Arthur II, Duque da Bretanha em 1292.
- Joana Beaufort: 21 de fevereiro de 1437 a 15 de julho de 1445, esposa de Jaime I da Escócia e rainha-mãe de Jaime II da Escócia. Casou-se novamente com Jaime Stewart em 1439.
- Maria de Gueldres: 3 de agosto de 1460 a 1 de dezembro de 1463, esposa de Jaime II da Escócia e rainha-mãe de Jaime III da Escócia.
- Margarida Tudor: 9 de setembro de 1513 a 8 de outubro de 1541, esposa de Jaime IV da Escócia e rainha-mãe de Jaime V da Escócia. Casou-se novamente com Arquibaldo Douglas, 6º conde de Angus em 1514 e Henrique Stuart, 1.° Lorde Methven em 1528.
- Maria de Guise: 14 de dezembro de 1542 a 11 de junho de 1560, esposa de Jaime V da Escócia e rainha-mãe de Maria da Escócia.

#### Inglaterra, Irlanda e Escócia
- Henriqueta Maria de França: 30 de janeiro de 1649 a 10 de setembro de 1669, esposa de Carlos I e rainha-mãe de Carlos II.
- Catarina de Bragança: 6 de fevereiro de 1685 a 30 de novembro de 1705, esposa de Carlos II.
- Maria de Módena: 16 de setembro de 1701 a 7 de maio de 1718, esposa de Jaime II e VII; deixou de ser rainha consorte com seu depoimento em 11 de dezembro de 1688.

#### Reino Unido

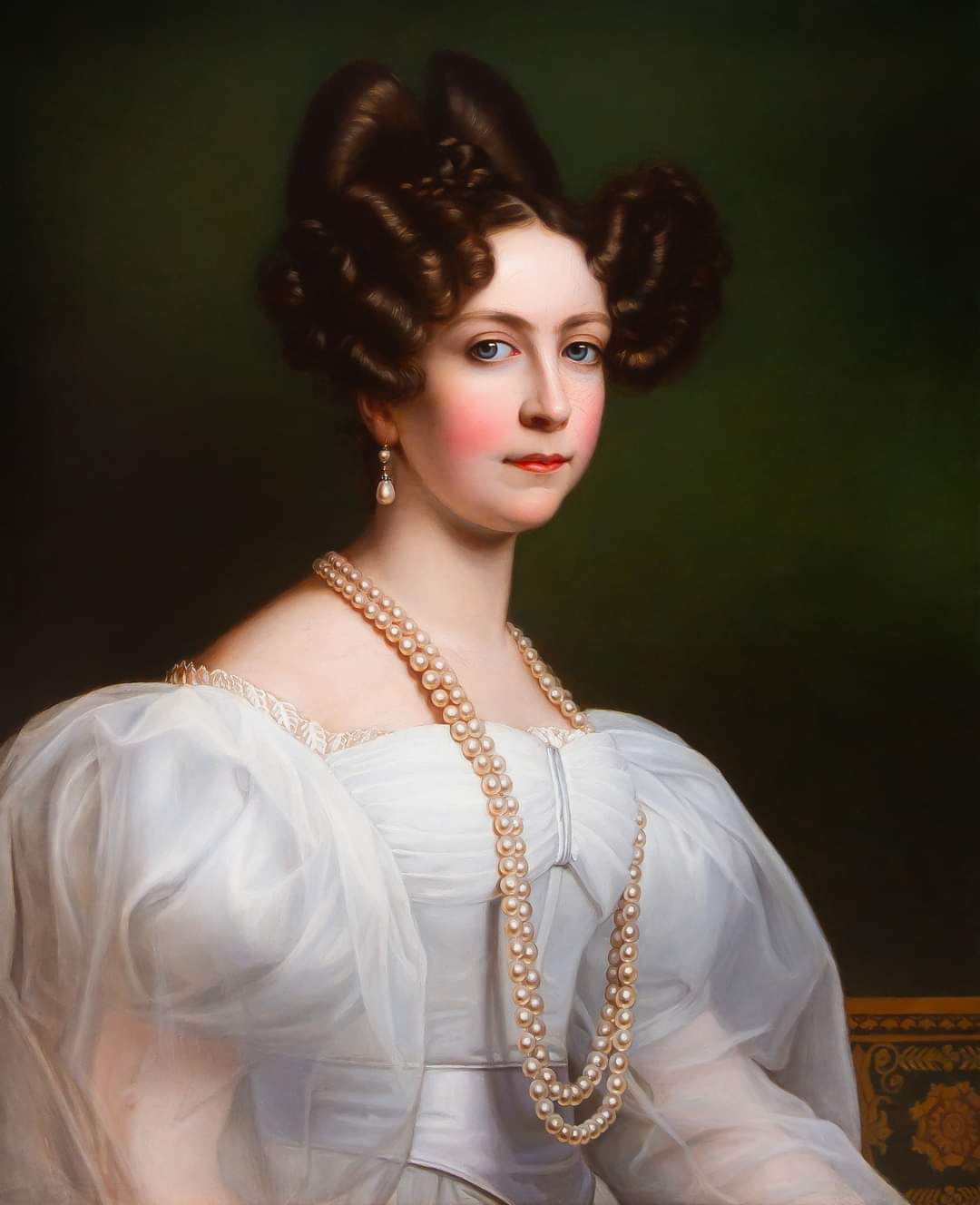
Amélia de Leuchtenberg, imperatriz-viúva do Brasil.

- Adelaide de Saxe-Meiningen: 20 de junho de 1837 a 2 de dezembro de 1849, esposa de Guilherme IV.
- Alexandra da Dinamarca: 6 de maio de 1910 a 20 de novembro de 1925, esposa de Eduardo VII, rainha-mãe de Jorge V.
- Maria de Teck: 20 de janeiro de 1936 a 24 de março de 1953, esposa de Jorge V, rainha-mãe de Eduardo VIII do Reino Unido e Jorge VI do Reino Unido até a morte deste último em 6 de fevereiro de 1952.
- Isabel Bowes-Lyon: 6 de fevereiro de 1952 a 30 de março de 2002, esposa de Jorge VI e rainha-mãe de Isabel II - denominada Rainha Isabel, a rainha-mãe.

### Ásia Ocidental

#### Jordânia
- Musbah bint Nasser: 20 de julho de 1951 a 15 de março de 1961), esposa de Abdullah I da Jordânia e mãe de Talal da Jordânia.
- Zein Al-Sharaf Talal: 11 de agosto de 1952 - 26 de abril de 1994, esposa de Talal da Jordânia e mãe de Hussein da Jordânia.
- Noor da Jordânia: desde de 7 de fevereiro de 1999, a quarta esposa e viúva do rei Hussein da Jordânia e madrasta do atual rei Abdullah II.

### América do Sul

#### Brasil
- Amélia de Leuchtenberg: 24 de setembro de 1834 a 26 de janeiro de 1873, segunda esposa e viúva de Pedro I do Brasil.